# Antarctic Journal
Antarctic Journal es una película de Corea del Sur estrenada en 2005, dirigida por Yim Pil-sung en su debut cinematográfico. La película mezcla elementos de thriller psicológico y películas de terror clásicas al tiempo que muestra las dificultades que enfrenta una expedición antártica moderna que intenta llegar al polo de inaccesibilidad. La película generó cierto revuelo antes de su lanzamiento debido a su gran presupuesto (más de 6.5 millones de dólares) y al elenco notable, pero paradójicamente no fue un éxito de taquilla.

## Sinopsis
Durante su viaje al Polo de inaccesibilidad (POI), el punto más remoto de la Antártida, una expedición de seis hombres dirigida por el capitán Choi Do-hyung descubre un diario que fue dejado atrás por una expedición británica 80 años antes. El diario se conservó notablemente en una caja en la nieve y Kim Min-jae, otro miembro de la expedición, se encarga de examinarlo. Resulta que las dos expediciones compartieron el mismo objetivo y pronto comenzaron a aparecer otras similitudes extrañas entre ellos. ¿Llegarán a su destino antes de que se ponga el sol para el invierno antártico?

## Reparto
- Song Kang-ho - Choi Do-hyung.
- Yoo Ji-tae - Kim Min-jae.
- Choi Deok-moon - Seo Jae-kyung.
- Kim Kyeong-ik - Yang Geun-chan.
- Park Hee-soon - Lee Young-min.
- Yoon Je-moon - Sung-hoon.[3]
- Kang Hye-jung - Yoo-jin.
- Oh Hee-joon - miembro de la expedición británica.
- Sam Hammington - Voz.